# Consac
Consac és un municipi francès situat al departament del Charente Marítim i a la regió de la Nova Aquitània. L'any 2007 tenia 242 habitants.

## Demografia

### Població
El 2007 la població de fet de Consac era de 242 persones. Hi havia 100 famílies de les quals 32 eren unipersonals (16 homes vivint sols i 16 dones vivint soles), 24 parelles sense fills, 32 parelles amb fills i 12 famílies monoparentals amb fills.
La població ha evolucionat segons el següent gràfic:
Habitants censats

### Habitatges
El 2007 hi havia 130 habitatges, 106 eren l'habitatge principal de la família, 15 eren segones residències i 8 estaven desocupats. 125 eren cases i 3 eren apartaments. Dels 106 habitatges principals, 85 estaven ocupats pels seus propietaris, 21 estaven llogats i ocupats pels llogaters i 1 estava cedit a títol gratuït; 8 tenien dues cambres, 20 en tenien tres, 28 en tenien quatre i 51 en tenien cinc o més. 86 habitatges disposaven pel capbaix d'una plaça de pàrquing. A 54 habitatges hi havia un automòbil i a 46 n'hi havia dos o més.

### Piràmide de població
La piràmide de població per edats i sexe el 2009 era:
| Homes | Edats   | Dones |
| ----- | ------- | ----- |
| 0     | 95 o +  | 4     |
| 0     | 90 a 94 | 0     |
| 0     | 85 a 89 | 4     |
| 0     | 80 a 84 | 0     |
| 4     | 75 a 79 | 4     |
| 4     | 70 a 74 | 8     |
| 0     | 65 a 69 | 0     |
| 20    | 60 a 64 | 8     |
| 4     | 55 a 59 | 4     |
| 12    | 50 a 54 | 12    |
| 0     | 45 a 49 | 12    |
| 8     | 40 a 44 | 8     |
| 12    | 35 a 39 | 12    |
| 4     | 30 a 34 | 4     |
| 12    | 25 a 29 | 4     |
| 0     | 20 a 24 | 4     |
| 4     | 15 a 19 | 8     |
| 12    | 10 a 14 | 16    |
| 12    | 5 a 9   | 12    |
| 12    | 0 a 4   | 4     |

## Economia
El 2007 la població en edat de treballar era de 158 persones, 111 eren actives i 47 eren inactives. De les 111 persones actives 99 estaven ocupades (55 homes i 44 dones) i 12 estaven aturades (2 homes i 10 dones). De les 47 persones inactives 21 estaven jubilades, 12 estaven estudiant i 14 estaven classificades com a «altres inactius».

### Ingressos
El 2009 a Consac hi havia 106 unitats fiscals que integraven 230 persones, la mediana anual d'ingressos fiscals per persona era de 13.623 €.

### Activitats econòmiques
Dels 14 establiments que hi havia el 2007, 1 era d'una empresa extractiva, 1 d'una empresa alimentària, 1 d'una empresa de fabricació d'altres productes industrials, 1 d'una empresa de construcció, 3 d'empreses de comerç i reparació d'automòbils, 1 d'una empresa d'hostatgeria i restauració, 2 d'empreses financeres, 1 d'una empresa immobiliària, 2 d'empreses de serveis i 1 d'una empresa classificada com a «altres activitats de serveis».
Dels 4 establiments de servei als particulars que hi havia el 2009, 1 era una funerària, 1 lampisteria, 1 restaurant i 1 agència immobiliària.
L'únic establiment comercial que hi havia el 2009 era una fleca.
L'any 2000 a Consac hi havia 23 explotacions agrícoles que ocupaven un total de 343 hectàrees.

## Equipaments sanitaris i escolars
El 2009 hi havia una escola elemental integrada dins d'un grup escolar amb les comunes properes formant una escola dispersa.

## Poblacions properes
El següent diagrama mostra les poblacions més properes.